# Togores
|  | Aquest article tracta sobre el nucli de població. Si cerqueu l'ermita, vegeu «Ermita de Togores». |

| Entitat de població | Habitants |
| ------------------- | --------- |
| Berardo             | 5.696     |
| Sabadell            | 193.380   |
| Salut, la           | 1.709     |
| Sant Nicolau        | 6.905     |
| Togores             | 31        |
|                     |           |

Togores és una antiga quadra medieval del terme municipal de Sabadell, al Vallès Occidental.
Actualment centra un petit rodal de població dispersa, que el 2005 tenia 36 habitants censats.